# Lithocarpus rigidus
Lithocarpus rigidus är en bokväxtart som beskrevs av Engkik Soepadmo. Lithocarpus rigidus ingår i släktet Lithocarpus och familjen bokväxter. Inga underarter finns listade.